# Бальдіссеро-Торинезе
Бальдіссеро-Торинезе (італ. Baldissero Torinese, п'єм. Baudsé) — муніципалітет в Італії, у регіоні П'ємонт,  метрополійне місто Турин.
Бальдіссеро-Торинезе розташоване на відстані близько 520 км на північний захід від Рима, 10 км на схід від Турина.
Населення — 3783 особи (2014).
Щорічний фестиваль відбувається 28 серпня. Покровитель — San Giuliano.

## Демографія
Населення за роками:

Станом на 1 січня 2023 року в муніципалітеті офіційно проживало 138 іноземців з 31 країни, серед них 90 громадян країн Євросоюзу та 3 громадяни України.

## Сусідні муніципалітети
- Кастільйоне-Торинезе
- К'єрі
- Павароло
- Піно-Торинезе
- Сан-Мауро-Торинезе
- Турин